# Orangekronad skogssångare
Orangekronad skogssångare (Leiothlypis celata) är en nordamerikansk fågel i familjen skogssångare inom ordningen tättingar.

## Kännetecken

### Utseende
Orangekronad skogssångare är en liten, spetssnäbbad och rätt färglös skogssångare med en kroppslängd på 12 centimeter. Den är genomgående gul- eller olivfärgad med tunt ögonstreck, bruten vit ögonring och olivfärgad otydlig streckning på undersidan. Den orangefärgade hjässfläcken som gett arten dess namn är mycket svår att se. Bleka individer kan lätt förväxlas med höstdräkterna för flera andra arter som nashvilleskogssångare, gul skogssångare, brunkindad skogssångare, tallskogssångare och vitkindad skogssångare. Notera dock förutom ovanstående karaktärer gula undre stjärttäckare (gulast på hela fågeln) samt avsaknad av vita inslag i stjärten.

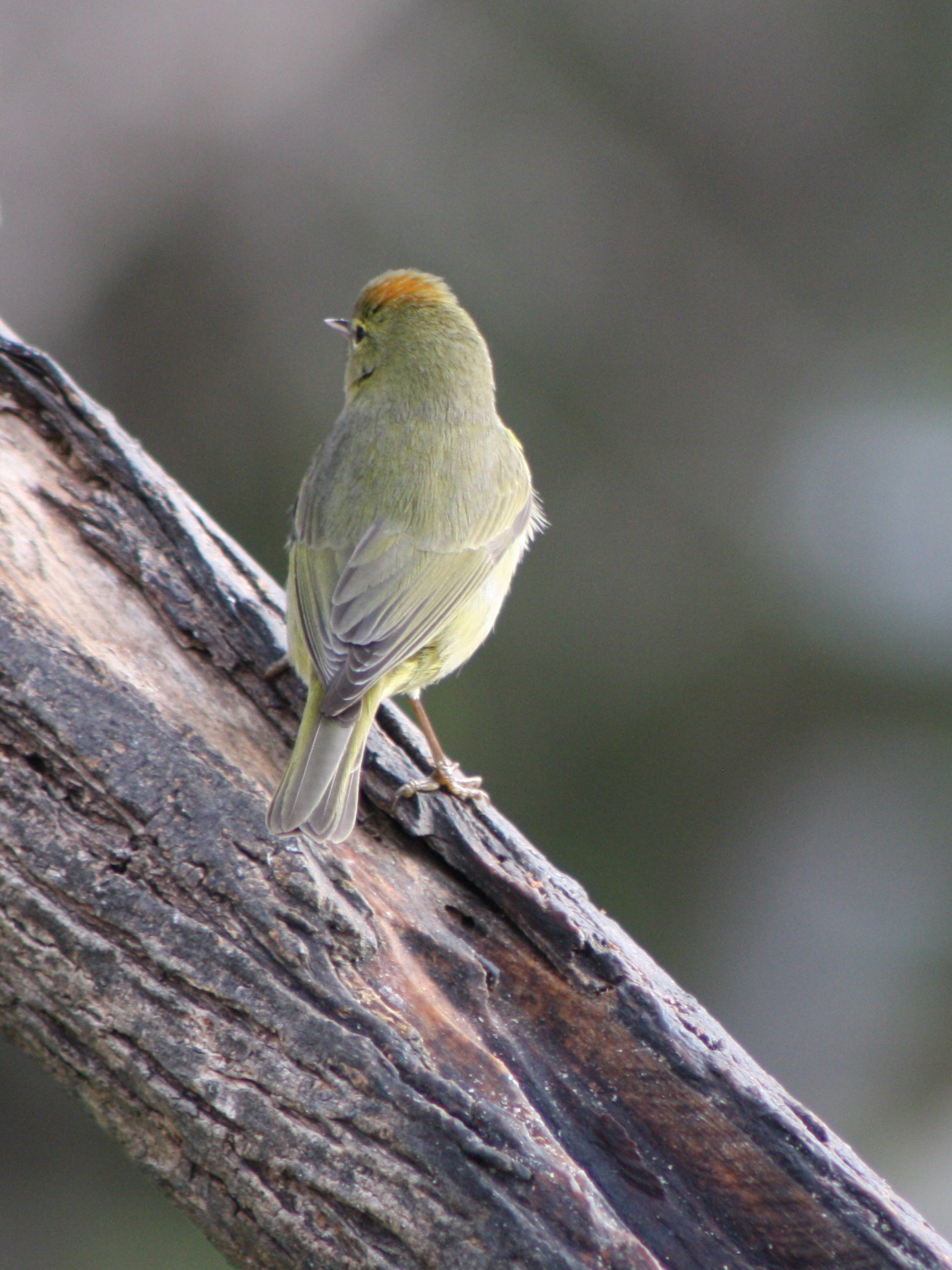
Fågel visar upp sin orangefärgade hjässa som gett arten dess namn.

### Läte
Sången består av en snabb drill, med de sista tonerna något lägre. Lätet är ett vasst "tjipp", i flykten ett ljust "seet".

## Utbredning och systematik
Orangekronad skogssångare delas upp i fyra underarter:
- celata – häckar från centrala Alaska till södra Kanada, övervintrar till Guatemala och Bahamas
- orestera – häckar från Klippiga bergen till sydvästra USA och västra Texas, övervintrar till södra Mexiko
- lutescens – häckar från sydöstra Alaska till British Columbia och södra Kalifornien, övervintrar till Guatemala
- sordida – förekommer i kustnära Kalifornien samt på öar utanför sydvästra Kalifornien och Baja California

Olikt många andra skogssångare har den ännu inte några fynd gjorts i Europa, dock på Grönland.

### Släktestillhörighet
Tidigare placerades orangekronade skogssångaren i släktet Vermivora men DNA-studier visar att den inte är nära släkt med typarten i Vermivora, blåvingad skogssångare. Numera placeras den därför i ett annat släkte, Leiothlypis.

## Levnadssätt
Orangekronad skogssångare häckar i täta lövbuskage i boreala skogar.  Vintertid hittas den i olika buskiga miljöer, som häckar och trädgårdar. Fågeln födosöker rätt tystlåtet nära marken efter insekter som myror, skalbaggar, spindlar, flugor och fjärilslarver, men kan dock även inta frukt, bär, frön och kan picka hål på blommor för att komma åt nektar. Vintertid kan den lockas till fågelmatningar där det finns späck eller jordnötssmör, ibland även vid kolibrimatningar. Honan lägger tre till sex ägg i ett bo på eller nära marken.

## Status och hot
Arten har ett stort utbredningsområde och en stor population som uppskattas bestå av hela 82 miljoner häckande individer. Den anses dock minska i antal, dock inte tillräckligt kraftigt för att anses vara hotad. Utifrån dessa kriterier kategoriserar IUCN arten som livskraftig (LC).